# Red Bull Arena (Leipzig)
A  Red Bull Arena (anteriormente conhecido como Zentralstadion) é um estádio de futebol da cidade de Leipzig, na Alemanha. É a sede do RasenBallsport Leipzig.
Em 1956 foi inaugurado o primeiro Zentralstadion, com capacidade para 100.000 torcedores (maior estádio do país). Em 1997, após vários anos de discussão devido aos altos custos de manutenção, a prefeitura de Leipzig decidiu construir um novo estádio, dentro do antigo. As obras começaram em Dezembro de 2000 e foram concluídas em Março de 2004.
A nova versão do estádio tem capacidade para 42.959 pessoas e foi inspirado no Estádio do Dragão.
Foi utilizado para cinco jogos da Copa do Mundo FIFA de 2006, sendo o único na região da antiga Alemanha Oriental.

## Jogos da Copa do Mundo de 2006
| Data        | Equipe #1           | Placar      | Equipe #2     | Grupo            |
| ----------- | ------------------- | ----------- | ------------- | ---------------- |
| 12 de junho | Sérvia e Montenegro | 0 – 1       | Países Baixos | Grupo C          |
| 17 de junho | Espanha             | 4 – 0       | Ucrânia       | Grupo H          |
| 20 de junho | França              | 1 – 1       | Coreia do Sul | Grupo G          |
| 23 de junho | Irã                 | 1 – 1       | Angola        | Grupo D          |
| 26 de junho | Argentina           | 2 – 1 (pro) | México        | Oitavas-de-final |

## Eurocopa de 2024
O estádio sediou os seguintes jogos da Campeonato Europeu de Futebol de 2024.
| Data        | Hora  | 1ª equipe     | Placar | 2ª equipe | Fase             | Público |
| ----------- | ----- | ------------- | ------ | --------- | ---------------- | ------- |
| 18 de junho | 21:00 | Portugal      | 2 – 1  | Tchéquia  | Grupo F          | 38.421  |
| 21 de junho | 21:00 | Países Baixos | 0 – 0  | França    | Grupo D          | 38.531  |
| 24 de junho | 21:00 | Croácia       | 1 – 1  | Itália    | Grupo B          | 38.322  |
| 2 de julho  | 21:00 | Áustria       | 1 – 2  | Turquia   | Oitavas de final | 38.305  |